# Fedor (robot)

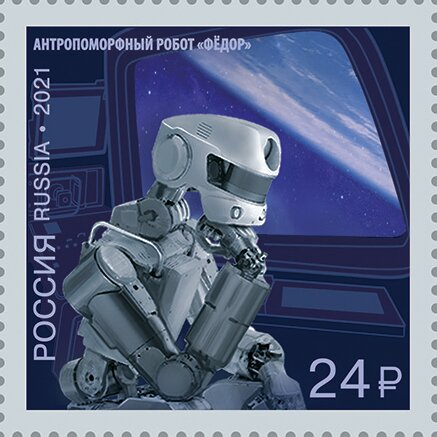
Timbre russe du Robot F.E.D.O.R

Le robot F.E.D.O.R. ou Fedor ou Fiodor (en russe : Фёдор)  (Final Experimental Demonstration Object Research) est un robot humanoïde russe d'un mètre quatre-vingt et pesant cent-soixante kilogrammes. C'est le premier robot de ce type, envoyé en orbite par la Russie en 2019, vers la Station spatiale internationale (ISS).

## Première mission dans l'espace
Le robot Fedor (portant le numéro d'identification Skybot F850) est lancé le 22 août 2019, à bord de la capsule Soyouz MS-14, par un lanceur Soyouz qui décolle à 6 h 38 (heure de Moscou) depuis le cosmodrome de Baïkonour au Kazakhstan. La capsule de Fedor doit s'amarrer à la station spatiale le 24 août. Le vaisseau réussit à s'amarrer seulement le 27 août, en raison d'une « défaillances de l'équipement radio » du système d'approche de la station spatiale selon le responsable de la partie russe de la station.
La particularité de cette mission est l'absence d'équipage à bord. Le robot n'est pas autonome et est piloté à distance. À la suite d’une controverse (un film promotionnel ayant montré le robot humanoïde tirant avec des armes à feu), Dmitri Rogozine, le président de Roscosmos, précise que ce n'est pas un robot de type « terminator », un de ses petits-fils s'appellant d’ailleurs aussi Fedor.
C'est le troisième robot humanoïde envoyé dans l'espace. Le premier était « Robonaut 2 » créé par la NASA avec General Motors et envoyé en 2011, puis récupéré en 2018 pour des problèmes techniques. Le second était Kirobo, un petit robot construit par Toyota et parlant japonais, qui a accompagné en 2013 Kōichi Wakata, le commandant japonais de l'ISS.
Fedor, est revenu sur Terre à bord de la capsule du Soyouz MS-14, et atterrit le 6 septembre 2019 à 21 h 32 TU dans les steppes du Kazakhstan.

## Description
Le robot peut travailler hors ligne pendant 1 heure, ainsi que sous le contrôle d'un opérateur à une grande distance via les communications par satellite. Il se recharge par une prise de courant. Le robot est capable d'ouvrir une porte, de travailler avec une perceuse, de tirer avec une arme de type pistolet, des deux mains[réf. nécessaire] et de conduire une voiture et un VTT hors ligne.
La construction de Fedor a coûté environ 300 millions de roubles. 

## Prospective
L'agence spatiale russe Roscosmos prévoit d'utiliser des robots anthropomorphiques pour des opérations de maintenance, de façon à limiter les sorties d'astronautes et, à plus moyen et long terme, de les utiliser sur la Lune, voire des astéroïdes ou dans des environnements hostiles.